# Manuel Wirzt
Manuel Humberto Wirzt Retta (San Nicolás de los Arroyos, 26 de março de 1963), conhecido como Manuel Wirzt, é um cantor, músico, compositor, mago, actor, mimo, director teatral e condutor de televisão argentino.

## Discografia
Álbuns de estúdio
- 1987: Funcionamiento
- 1989: Mala información
- 1992: Manuel Wirzt
- 1994: Magia
- 1996: Cielo & tierra
- 1997: Una razón
- 2005: Quimera
- 2009: Vení

Ao vivo
- 2014: VIVO

Recopilação
- 2002: Manuel Wirzt / Grandes Éxitos
- 2003: Manuel Wirzt / Grandes Éxitos - Oro

## Teatro
- 1982: América Operandina
- 1984: Pájaros de papel
- 1986: Jugando con Manuel
- 1987: Tango, ritmo argentino
- 1993: No te quedes afuera
- 1997: Nickelodeon en vivo
- 1998: Nickelodeon en vivo (Teatro Auditorium de Mar del Plata, Argentina) e Teatro Coliseo (Buenos Aires, Argentina).
- 1998-2000: condutor e imagem de Nickelodeon para Argentina e Latinoamérica.
- 2000: Ayuda a tu mundo
- 2001: Chicos al ataque
- 2002: Vamos a jugar con Manuel Wirzt
- 2003: Vamos a jugar con Manuel Wirzt
- 2012: El Impostor Apasionado
- 2014: Bossi Big Bang Show (Teatro Astral, Capital Federal).

## Televisão
- 1990: La barra de Dolina (ATC).
- 1991-1992: Dibujuegos (América TV).
- 1993: No te quedes afuera (ATC).
- 1994: In Situ (MTV).
- 1995: Jugate con todo (Telefe).
- 1997: Mundo disparate (América).
- 2000: Calientes (Pol-ka / Canal 13).
- 2001: Chicos al ataque (Canal 13).
- 2002: Poné a Francella, co-protagónico (Telefe).
- 2005: Casados con hijos, participação (Telefe).
- 2008: Patito Feo (Canal 13).
- 2011: Víndica, participação (Canal 9)
- 2018: Me gusta tu canción, júri (El Trece)

## Cinema
- 2014: Un amor en tiempos de selfies (Pedro)